# Zima Tibor
Zima Tibor (Battonya, 1880. december 2. – Arad, 1937. január 5.) magyar újságíró, szerkesztő, romániai országgyűlési képviselő.

## Életútja, munkássága
Budapesten folytatott jogi tanulmányokat. 1902–1906 között az Aradi Közlöny újságírója, majd a Függetlenség c. lap főszerkesztője. Kiváló gazdasági szakember volt, az ő nevéhez fűződik az aradi Áru- és Értéktőzsde létrehozása. Varjassy Lajossal, a későbbi aradi polgármesterrel közösen Tőzsdei Útmutatót írt. Tagja, majd egyik vezetője volt az Aradi Ipartestületnek, főtitkára a Kereskedelmi és Iparkamarának. Az 1917-ben indult és 1940-ig megjelent Erdélyi Hírlap egyik társtulajdonosa és főszerkesztőjeként gyakran közölt vezércikket és gazdasági jellegű írásokat. Az impériumváltást követően az OMP tagja lett, annak programjával 1922-ben a román parlamentbe is beválasztották. 1926-tól Nagyváradon az Ipartestületek Szövetségének, 1934-től az Erdélyi és Bánsági Kisebbségi Újságírók Szervezete aradi tagozatának elnöke.